# Comté de Phelps (Nebraska)
Pour les articles homonymes, voir Phelps et Comté de Phelps.
Le comté de Phelps est un comté de l'État du Nebraska, aux États-Unis. Son siège est la ville d'Holdrege.